# Vinhais
Vinhais ist eine Kleinstadt (Vila) und ein Kreis (Concelho) in Portugal mit 2185 Einwohnern (Stand 19. April 2021). Der Ortsname leitet sich von einer traditionell bedeutenden Tätigkeit im Kreis ab, dem Weinbau.

## Geschichte
Archäologische Funde und Ausgrabungen belegen eine vorgeschichtliche Besiedlung des Kreisgebietes, etwa der Castro Ciradelha oder die Ausgrabung der eisenzeitlichen Siedlung Castrilhão. Der heutige Ort wurde erstmals offiziell im 12. Jahrhundert erwähnt. 1253 erteilte ihm König D.Afonso III. seine ersten Stadtrechte (Foral), die von König Manuel I. im Jahr 1512 erneuert wurden.
Als im Jahr 1384 das erbberechtigte Königreich Kastilien trotz der Portugiesischen Revolution von 1383 das Nachbarland zu vereinnahmen suchte, hisste Vinhais die Flagge Kastiliens und verweigerte dem neuproklamierten portugiesischen König Johann I. die Gefolgschaft.
Nach der Proklamation der Portugiesischen Republik im Jahr 1910 besetzte Paiva Couceiro Vinhais 1911 vorübergehend, im Zuge einer seiner antirepublikanischen Putschversuche.

## Verwaltung

### Kreis
Bis 2013 bestand der Landkreis (Concelho) von Vinhais aus folgenden Gemeinden (Freguesias):
| Gemeinde                      | Einwohner (2021) | Fläche km² | Dichte Einw./km² | LAU- Code |
| ----------------------------- | ---------------- | ---------- | ---------------- | --------- |
| Agrochão                      | 220              | 17,49      | 13               | 041201    |
| Candedo                       | 289              | 21,44      | 13               | 041203    |
| Celas                         | 189              | 37,88      | 5                | 041204    |
| Curopos e Vale de Janeiro     | 245              | 36,20      | 7                | 041236    |
| Edral                         | 170              | 26,16      | 6                | 041206    |
| Edrosa                        | 139              | 21,81      | 6                | 041207    |
| Ervedosa                      | 331              | 30,15      | 11               | 041208    |
| Moimenta e Montouto           | 219              | 43,37      | 5                | 041237    |
| Nunes e Ousilhão              | 197              | 21,49      | 9                | 041238    |
| Paçó                          | 154              | 16,67      | 9                | 041215    |
| Penhas Juntas                 | 260              | 26,35      | 10               | 041216    |
| Quirás e Pinheiro Novo        | 203              | 59,19      | 3                | 041239    |
| Rebordelo                     | 605              | 21,07      | 29               | 041219    |
| Santalha                      | 188              | 29,04      | 6                | 041221    |
| Sobreiró de Baixo e Alvaredos | 275              | 26,79      | 10               | 041240    |
| Soeira, Fresulfe e Mofreita   | 157              | 46,67      | 3                | 041241    |
| Travanca e Santa Cruz         | 146              | 23,20      | 6                | 041242    |
| Tuizelo                       | 296              | 31,35      | 9                | 041226    |
| Vale das Fontes               | 262              | 17,76      | 15               | 041227    |
| Vila Boa de Ousilhão          | 138              | 8,28       | 17               | 041229    |
| Vila Verde                    | 151              | 14,88      | 10               | 041230    |
| Vilar de Lomba e São Jomil    | 207              | 29,48      | 7                | 041243    |
| Vilar de Ossos                | 222              | 17,70      | 13               | 041232    |
| Vilar de Peregrinos           | 134              | 15,99      | 8                | 041233    |
| Vilar Seco de Lomba           | 186              | 22,32      | 8                | 041234    |
| Vinhais                       | 2.185            | 32,01      | 68               | 041235    |
| Kreis Vinhais                 | 7.768            | 694,74     | 11               | 0412      |

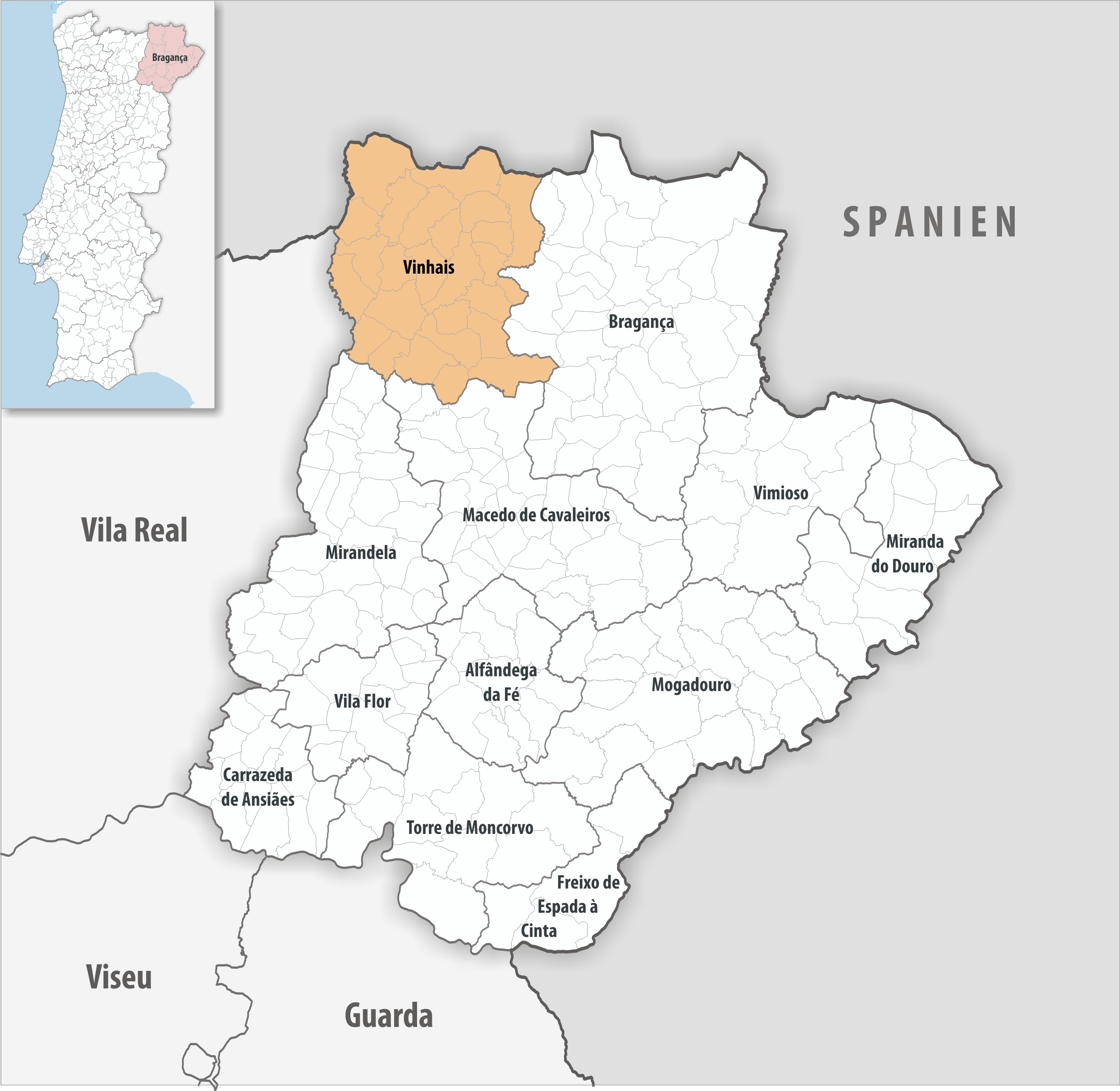
Kreis Vinhais

Vinhais ist Sitz eines gleichnamigen Kreises, der im Norden an Spanien grenzt. Die Nachbarkreise sind (im Uhrzeigersinn im Norden beginnend): Bragança, Macedo de Cavaleiros, Mirandela, Valpaços sowie Chaves.
|                           | Nord: Spanien                           |               |
| West: Valpaços und Chaves | Vinhais                                 | Ost: Bragança |
|                           | Sud: Macedo de Cavaleiros und Mirandela |               |

### Bevölkerungsentwicklung
| Einwohnerzahl im Kreis Vinhais (1801–2011) | Einwohnerzahl im Kreis Vinhais (1801–2011) | Einwohnerzahl im Kreis Vinhais (1801–2011) | Einwohnerzahl im Kreis Vinhais (1801–2011) | Einwohnerzahl im Kreis Vinhais (1801–2011) | Einwohnerzahl im Kreis Vinhais (1801–2011) | Einwohnerzahl im Kreis Vinhais (1801–2011) | Einwohnerzahl im Kreis Vinhais (1801–2011) | Einwohnerzahl im Kreis Vinhais (1801–2011) | Einwohnerzahl im Kreis Vinhais (1801–2011) |
| ------------------------------------------ | ------------------------------------------ | ------------------------------------------ | ------------------------------------------ | ------------------------------------------ | ------------------------------------------ | ------------------------------------------ | ------------------------------------------ | ------------------------------------------ | ------------------------------------------ |
| 1801                                       | 1849                                       | 1900                                       | 1930                                       | 1960                                       | 1981                                       | 1991                                       | 2001                                       | 2011                                       |                                            |
| 6 084                                      | 10 697                                     | 19 842                                     | 19 525                                     | 26 577                                     | 16 142                                     | 12 727                                     | 10 646                                     | 9 066                                      |                                            |

## Söhne und Töchter von Vinhais
- Pedro Leão Portocarro (1576–?), Reisender und Autor
- Manuel Pinto de Morais Bacelar (1741–1816), adliger General, Gegner Massénas in den Napoleonischen Invasionen
- Henrique João de Barahona Fernandes (1907–1992), Rektor der Universität Lissabon, psychiatrischer Arzt und Autor
- Manuel António Pires (1915–1999), Bischof in Angola
- Alfredo Margarido (1928–2010), Schriftsteller, Maler und Hochschullehrer
- Aniceto Afonso (* 1942), Militär und Militärhistoriker
- Jorge Lima Barreto (1947–2011), Musikwissenschaftler und Experimentalmusiker (u. a. mit Telectu)
- Armando Vara (* 1954), Bankmanager und Politiker, ehemaliger Jugend- und Sportminister
- Carlos Magno (* 1955), Journalist, Mitgründer des TSF-Radiosenders